# Suidakra
A Suidakra egy német dallamos death metal együttes, kelta népzenei hatásokkal. Nevüket a zenekarvezető Arkadiusról kapták, amely visszafelé olvasva éppen Suidakra.

## Diszkográfia
- Dawn (demó, 1995)
- Lupine Essence (1997)
- Auld Lang Syne (1998)
- Lays from Afar (1999)
- The Arcanum (2000)
- Emprise to Avalon (2002)
- Sings for the Fallen (2003)
- Command to Charge (2005)
- Caledonia (2006)
- Crógacht (2009)

## Jelenlegi felállás
- Arkadius – gitár, agresszív ének
- Marcel – gitár, tiszta ének
- Lars – dobok
- Marcus – basszusgitár

## Külső hivatkozások
- Suidakra hivatalos oldala